# Кір'ят-Гат
Кір'я́т-Гат (івр. קִרְיַת גַּת, Кір'ят-Ґат) — місто в Південному окрузі Ізраїлю. 

## Історія

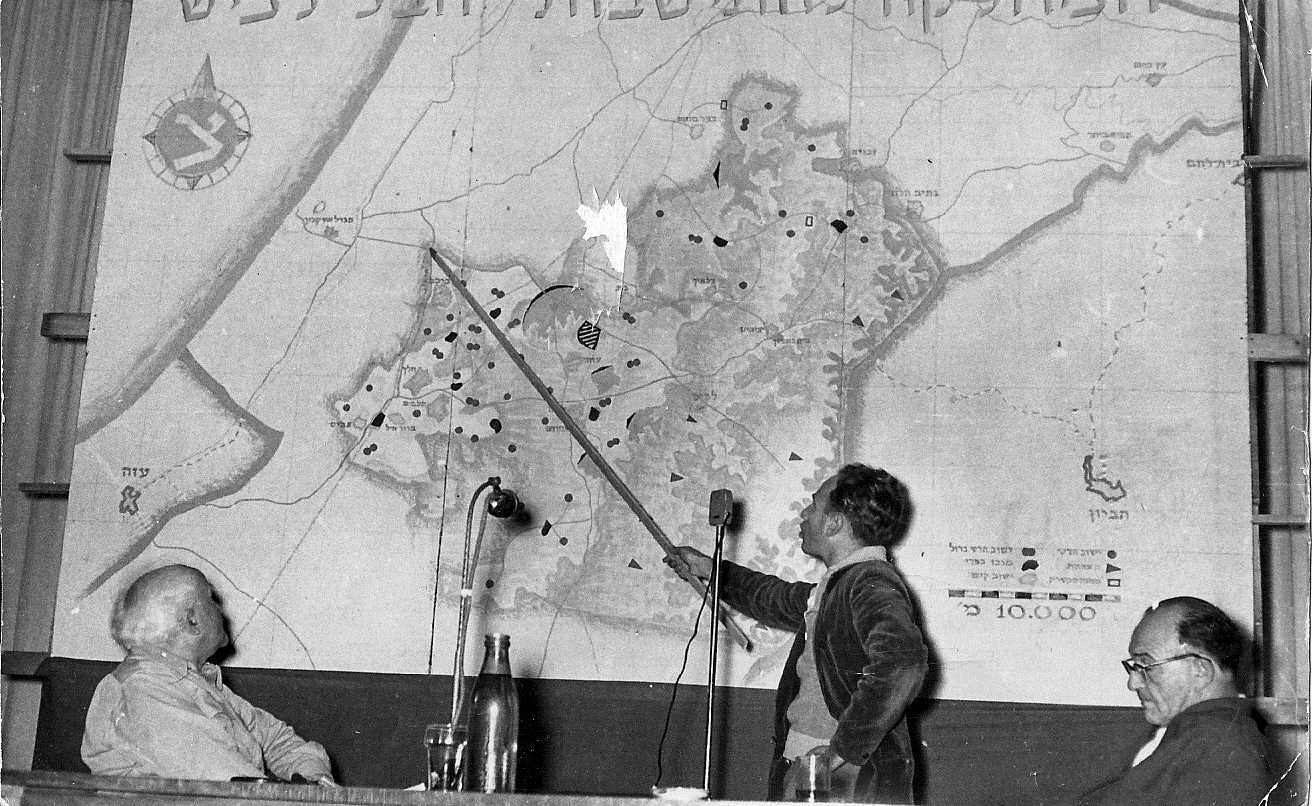
представляє Давіду Бен-Ґуріону та Леві Ешколю план району Хевель-Лахіш

Кір'ят-Гат був заснований у 1954 році як пересенський табір і отримав назву давнього філістимлянського міста Гат що помилково асоціювалося з телем Тель-Ерані. З 1972 має статус міста.

## Загальні дані

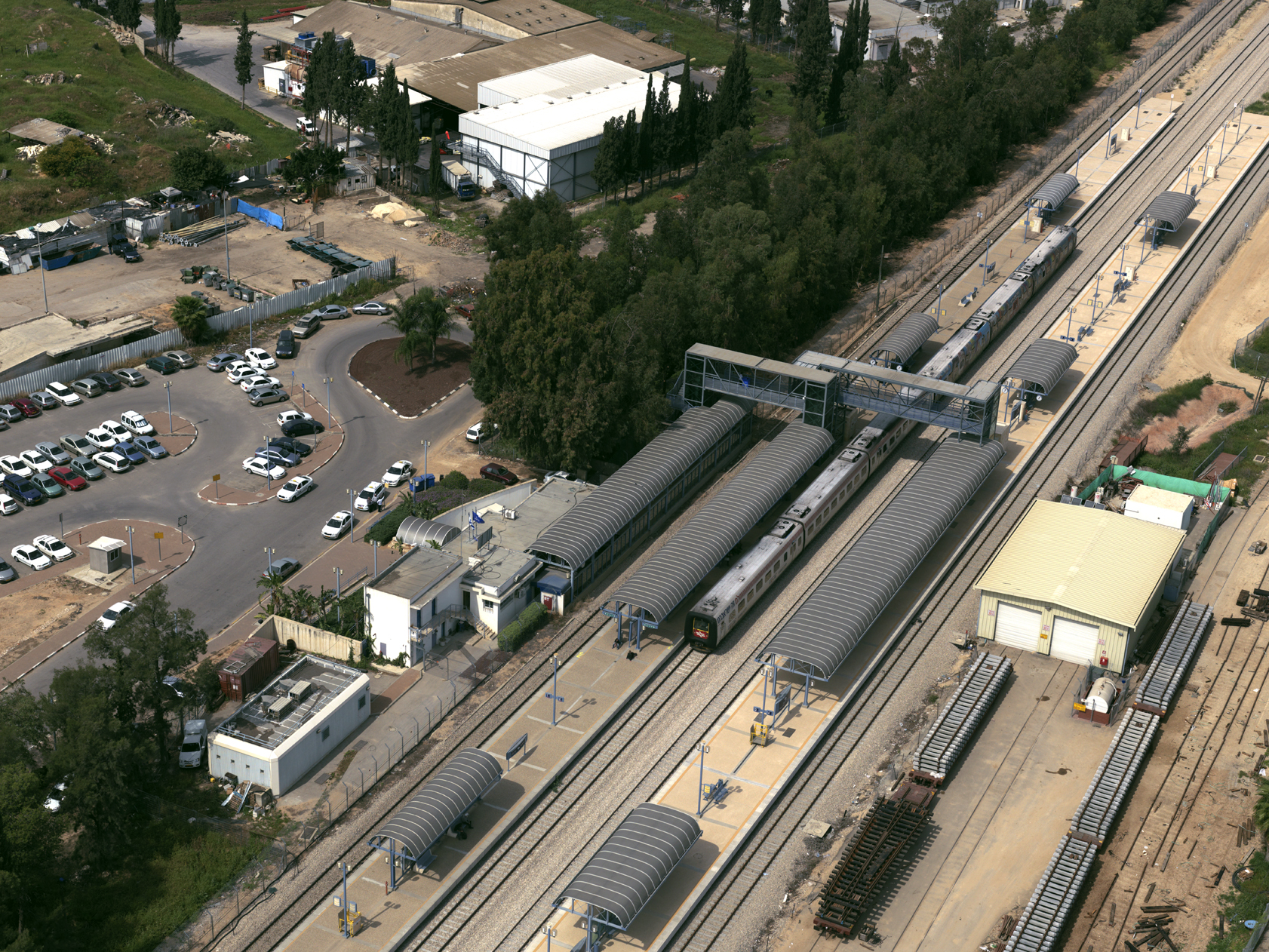
Залізнична станція Кір'ят-Гат

### Очільники міста
- Льова Еліав[en] 1954 —1955рр. Очолював групу зі створення району Хевель-Лахіш [4]
- Іцхак Харфі 1955 —1957 рр. [5]
- Ґідеон Наор 1958 —1965  рр.[6]
- Ар'є Меїр 1965 — 1976 рр.
- Давід Маґен[en] 1976 — 1986 рр.
- Зеєв Бойм 1986 — 1996 рр.
- Альберт Ерез 1996 —2003 рр.
- Авірам Дагарі з 2003 року